# HMS Caradoc (D60)
«Карадок» (D60) (англ. HMS Caradoc (D60) — військовий корабель, легкий крейсер типу «C» підкласу «Каледон» Королівського військово-морського флоту Великої Британії за часів Першої та Другої світових воєн.

## Історія створення
Крейсер «Карадок» був закладений 21 лютого 1916 року на верфі компанії Scotts Shipbuilding and Engineering Company у Гріноку. 23 грудня 1916 року спущений на воду, а 15 червня 1917 року увійшов до складу Королівських ВМС Великої Британії.

## Історія служби
Крейсер брав участь у бойових діях на морі в Першій світовій, Громадянській війні в Росії та в Другій світовій війнах. Під час Першої світової бився у Північному морі, взяв участь у Другій битві в Гельголандській бухті, у часи Громадянської війни в Росії залучався до підтримки дій британського флоту на Балтиці та півдні Росії у Чорному морі. В часи Другої світової нетривалий час залучався до ведення воєнних дій у Північній Атлантиці, згодом переведений до Південної Африки та на Індійський океан, після війни списаний.
«Карадок» увійшов до складу Великого флоту, наприкінці 1917 року брав участь у Другій битві в Гельголандській бухті. В останні місяці 1918 року «Карадок» був ненадовго переведений на Балтику, де підтримував антибільшовицькі сили під час британської кампанії на Балтійському морі. На початку 1919 року крейсер перейшов до складу Середземноморського флоту та наступні півтора року провів у Чорному морі, діючи на Південному театрі громадянської війни в Росії.
В середині 1920 року корабель був виведений з Чорного моря для спостереження за греко-турецькою війною 1919-22 років та Чанакською кризою кінця 1922 року. Більшу частину часу між світовими війнами «Карадок» проводив за кордоном або в резерві з дислокацією на Далекому Сході та на Північноамериканській та Західно-Індійській Станції.
У вересні 1939 року до початку Другої світової війни знову введений в експлуатацію. Крейсер повернувся до Північноамериканської станції, залучався до перехоплення двох німецьких проривачів блокади. На початку 1942 року корабель був переданий Східному флоту. У вересні 1942 року увійшов до британсько-голландського угруповання кораблів «A», що забезпечував підтримку десанту на Мадагаскар.
Надалі не залучався до бойових дій до того, як у середині 1943 року його не перетворили на навчальний корабель у Південній Африці. «Карадок» був відправлений на Цейлон, де був перетворений на плавучу базу в 1944 році. В серпні 1945 року крейсер ненадовго став флагманом флоту, перш ніж повернутися додому пізніше в тому ж році.
У грудні 1945 року корабель був виведений зі складу флоту до резерву і проданий на брухт на початку 1946 року.